# (42113) Jura
(42113) Jura ist ein Asteroid des mittleren Hauptgürtels, der am Jura-Observatorium (IAU-Code 185) in Vicques im Kanton Jura am 15. Januar 2001 entdeckt wurde. Unbestätigte Sichtungen des Asteroiden hatte es vorher schon am 2. und 8. Oktober 1999 unter der vorläufigen Bezeichnung 1999 TD98 an der Lincoln Laboratory Experimental Test Site (ETS) in Socorro, New Mexico im Rahmen des Projektes Lincoln Near Earth Asteroid Research (LINEAR) gegeben.
Der mittlere Durchmesser des Asteroiden wurde mit 4,451 (±0,893) km berechnet.
(42113) Jura wurde am 24. Juli 2002 nach dem Kanton Jura benannt. Der Gebirgszug Montes Jura auf dem Erdmond hingegen wurde 1961 nach dem Juragebirge benannt.